# Ви, Бобби
Бобби Ви (англ. Bobby Vee, наст. имя Robert Thomas Velline; 30 апреля 1943 — 24 октября 2016) — американский певец, кумир подростков начала 1960-х годов. Согласно журналу «Billboard», у него было тридцать восемь хитов «Billboard Hot 100», десять из которых достигли Топ-20. У него было шесть «золотых синглов» в его карьере.

## Биография
Добился успеха певец в 1960 году со своим третьим синглом на лейбле Liberty/RCA — «Devil or Angel» (первая десятка в США). Позднее в том же году — опять попадание в первую десятку с песней «Rubber Ball», а через год он выпустил самый большой хит в своей карьере «Take Good Care of My Baby» — три недели на первом месте.
Следующий сингл «Run to Him» достиг второго места. В конце 1962 года он опять попал в первую десятку с песней «The Night Has a Thousand Eyes», но после этого его популярность, во многом вследствие огромного успеха в Америке группы «Битлз» и других представителей «британской волны», потеснивших американских артистов, снизилась.
Тем не менее он снялся в нескольких кинофильмах, его песни продолжали попадать в чарты, хоть и на невысокие места, а в 1967 году он даже опять вернулся в первую десятку с песней «Come Back When You Grow Up».
Интересно, что в 1964 году музыкант попытался войти в новую струю и выпустил альбом в британском стиле, — Bobby Vee Sings the New Sound from England!, — но тот получился, по мнению автора биографии артиста на музыкальном сайте AllMusic, «разочаровывающим».
До конца 1960-х или чуть дольше он ещё боролся за успех и даже предпринял короткую попытку записывать более серьёзные песни, но потом, как и многие другие популярные исполнители его периода, стал просто выступать со своими старыми хитами перед ностальгирующей аудиторией.
Бобби Ви скончался 24 октября 2016 года в возрасте 73 лет от осложнений, вызванных болезнью Альцгеймера.

## Личная жизнь
Ви и Карен Берген поженились 28 декабря 1963 года. В начале 1980-х годов Ви переехал со своей семьей из Лос-Анджелеса в окрестности Сент-Клауд, штат Миннесота, где он и Карен организовывали ежегодные концерты по сбору средств, чтобы реализовать музыкальные и художественные возможности местных детей. У них было четверо детей, включая сыновей Джеффри, Томаса и Роберта, которые выступали вместе с Ви в его карьере позже,  дочь Дженнифер.  Карен умерла от почечной недостаточности 3 августа 2015 года.
Бобби и его сыновья открыли и управляли «Rockhouse Productions» в старом банковском здании в Сент-Джозефе, штат Миннесота, которая продолжает работать до сих пор. The Vees помогал им организовывать и выступать в течение нескольких лет на ежегодном фестивале Святого Иосифа "Joetown Rocks", который проходит 3 июля.

## Дискография
См. статью «Bobby Vee discography» в английском разделе.